# Concepción Cáceres Jurado
Concepción Cáceres Jurado (Puente Genil, província de Còrdova-1886 - ibidem, agost 1936 ) va ser una llevadora socialista, afusellada per les tropes franquistes a l'inici de la Guerra Civil Espanyola.

## Biografia
Nascuda el 1886, en el si d'una família lliberal, es va formar com a llevadora i va exercir a Puente Genil i els seus voltants.
El 6 desembre 1922, quan ja tenia 36 anys i era viuda d'un primer matrimoni, es va casar amb Marcos Deza Montero, un militant socialista de 25 anys, que als 20 ja havia ostentat el càrrec de president de la Joventut Socialista i més endavant va ser president de la Federació Regional de les Joventuts Socialistes Andaluses i Conseller del municipi durant el període republicà.
Concepción Cáceres, durant l'exercici de la seva professió, va tenir cura de dones de tots els orígens i condicions socials, tanmateix, fidel al seu ideari polític, els seus honoraris oscil·laven segons les possibilitats econòmiques de cada partera i fins i tot no cobrava a les famílies pobres i els regalava l'aixovar del nadó.
Per aquesta raó, al 1930, va ser sancionada per l'alcalde de Puente Genil, Antonio Romero Jiménez. Un cop analitzats els fets, l'Escola de Llevadores de Còrdova va recolzar plenament l'actuació de Càceres, mitjançant un article a la premsa de l'època.
L'any 1933, també la van acusar de liderar d'un grup de dones d'esquerres que es van enfrontar a altres dones del grup dretà Acción Femenina. La notícia va quedar reflectida al diari catòlic El Defensor de Córdoba, conservador i contrari al Govern republicà.
Concepción Cáceres era coneguda com "La Princesa" i "La Pasionaria de Puente Genil", probablement per les seves dots oratòries i el seu activisme polític. Va brodar la bandera que el Gremi de la Construcció va portar a la manifestació del Dia del Treball i també va desfilar amb la bandera republicana a la celebració de Puente Genil per la proclamació de la Segona República.
El 31 juliol 1936, el comandant Antonio Castejón Espinosa, vingut expressament en avió, des del Marroc fins a Sevilla, per portar a terme la conquesta d'Andalusia, va entrar a la ciutat al front d'una companyia de la 5a.Columna de la Legió i altres forces, deixant un gran nombre de víctimes a cada carrer conquerit
Concepción Cáceres Jurado, acusada de socialista, va ser detinguda i afusellada. El seu marit Marcos Deza, va aconseguir fugir a Màlaga, però va ser detingut al final de la Guerra Civil i també va patir la presó i la repressió franquista.

## Agraïments
- L'ajuntament de Puente Genil va voler homenatjar Concepción Cáceres amb un carrer que porta el seu nom.
- El 2015 l'ajuntament de Sevilla va retirar la medalla a Antonio Castejón Espinosa, pels seus mètodes sanguinaris contra la població civil en les campanyes d'Andalusia i Extremadura.[8][9]